# Elecciones estatales de Durango de 2021
Las elecciones estatales de Durango de 2021 se llevaron a cabo el domingo 6 de junio de 2021, y en ellas se renovaron los 25 diputados del Congreso del Estado de Durango, de los cuales 15 serán electos por mayoría relativa y 10 designados mediante representación proporcional para integrar la LXIX Legislatura.

## Organización

### Partidos políticos
En las elecciones estatales tienen derecho a participar once partidos políticos. Diez son partidos políticos con registro nacional: Partido Acción Nacional (PAN), Partido Revolucionario Institucional (PRI), Partido de la Revolución Democrática (PRD), Partido del Trabajo (PT), Partido Verde Ecologista de México (PVEM), Movimiento Ciudadano (MC), Movimiento Regeneración Nacional (MORENA), Partido Encuentro Solidario (PES), Fuerza por México (FPM) y Redes Sociales Progresistas (RSP). Y un partido político estatal: Partido Duranguense.

### Proceso electoral
La campaña electoral para las diputaciones inicia el 14 de abril. El periodo de campañas concluye el 2 de junio. La votación está programada para celebrarse el 6 de junio de 2021, de las 8 de la mañana a las 6 de la tarde, en simultáneo con las elecciones federales. Se estima que el computo final de resultados se publique el 13 de junio.

### Distritos electorales
Para la elección de diputados de mayoría relativa del Congreso del Estado de Durango el estado se divide en 15 distritos electorales.
| Distrito | Cabecera             | Municipios | Mapa |
| -------- | -------------------- | ---------- | ---- |
| 1        | Victoria de Durango  | 1          |      |
| 2        | Victoria de Durango  | 1          |      |
| 3        | Victoria de Durango  | 1          |      |
| 4        | Victoria de Durango  | 1          |      |
| 5        | Victoria de Durango  | 1          |      |
| 6        | Pueblo Nuevo         | 3          |      |
| 7        | Santiago Papasquiaro | 6          |      |
| 8        | El Oro               | 10         |      |
| 9        | Mapimí               | 7          |      |
| 10       | Gómez Palacio        | 1          |      |
| 11       | Gómez Palacio        | 1          |      |
| 12       | Gómez Palacio        | 1          |      |
| 13       | Lerdo                | 1          |      |
| 14       | Cuencamé             | 6          |      |
| 15       | Nombre de Dios       | 5          |      |

## Resultados
|  | 31.88 % |

|  | 23.40 % |

|  | 18.14 % |

|  | 6.85 % |

|  | 4.32 % |

|  | 3.69 % |

|  | 3.10 % |

|  | 2.19 % |

|  | 1.59 % |

|  | 1.35 % |

|  | 0.62 % |

|  | 2.82 % |

|  | 100 % |